# Стшельце (Моґіленський повіт)
Стшельце (пол. Strzelce, нім. Jägerndorf) — село в Польщі, у гміні Моґільно Моґіленського повіту Куявсько-Поморського воєводства.
Населення — 535 осіб (2011).
У 1975-1998 роках село належало до Бидгощського воєводства.

## Демографія
Демографічна структура станом на 31 березня 2011 року:
|          | Загалом | Допрацездатний вік | Працездатний вік | Постпрацездатний вік |
| -------- | ------- | ------------------ | ---------------- | -------------------- |
| Чоловіки | 276     | 55                 | 192              | 29                   |
| Жінки    | 259     | 67                 | 140              | 52                   |
| Разом    | 535     | 122                | 332              | 81                   |